# Isodictya compressa
Isodictya compressa är en svampdjursart som först beskrevs av Eugen Johann Christoph Esper 1794.  Isodictya compressa ingår i släktet Isodictya och familjen Isodictyidae. Inga underarter finns listade i Catalogue of Life.